# Vriesea gigantea
Vriesea gigantea é uma espécie de planta do gênero Vriesea. Esta espécie é endêmica da mata atlântica e pode ser encontrada desde o Rio Grande do Sul até o Espírito Santo. A espécie consta como quase ameaçada no estado do Rio Grande do Sul, conforme decreto publicado no Diário Oficial do Estado em 2014.